# Charles Schnebbelie

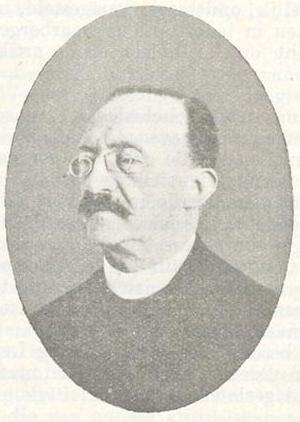
Charles Fréderic Marie Henri Schnebbelie

Charles Fréderic Marie Henri Schnebbelie ('s-Hertogenbosch, 13 september 1840 - 's-Gravenhage, 8 februari 1911 was een Nederlands waterbouwkundig ingenieur.

## Opleiding en standplaatsen
Hij is in 1862 afgestudeerd als civiel ingenieur aan de Koninklijke Akademie te Delft. Hij werd in 1863 benoemd tot surnumerair bij Rijkswaterstaat. In 1864 werd hij adspirant ingenieur met standplaats Gorinchem en in 1868 ingenieur 2de klasse met standplaats Goes. Hij werd vervolgens overgeplaatst naar 's-Hertogenbosch. In 1881 werd hij benoemd tot ingenieur 1ste klasse en in 1888 tot hoofdingenieur 2de klasse eveneens met standplaats 's-Hertogenbosch, in 1892 tot hoofdingenieur 1ste klasse te 's-Gravenhage en in 1898 tot inspecteur, na 24 juni 1903 tot inspecteur-generaal eveneens te 's-Gravenhage, en in 1905 ging hij op zijn verzoek met pensioen.

## Scheiding van Maas en Waal
Schnebbelie heeft een hoogst belangrijk aandeel gehad in de voorbereiding en de uitvoering van het grote waterstaatswerk:van zijn tijd, de scheiding van Maas en Waal onder verlegging van de uitmonding van de Maas naar de Amer. In 1878 ontving Schnebbelie, toen ingenieur van de waterstaat van het arrondissement van de Maas te 's-Hertogenbosch, de opdracht een bestaand ontwerp uit1865 van ir. W. F. Leemans, te onderzoeken en eventueel aan te passen. Hij kreeg daarvoor als assistent ir.  R. P. J. Tutein Nolthenius aan hem toegevoegd. Nog in hetzelfde jaar werd het plan Schnebbelie—Nolthenius ingediend, dat in 1879 gevolgd werd door het plan van ir. C. Lely, toen adjunct ingenieur bij de waterstaat. Deze had dit in opdracht van ir. van der Toorn gemaakt, omdat deze bang was dat de kosten van het ontwerp van Schnebbelie en Tutein Nothenius de hoog zouden worden t.o.v. de baten:blz 31. Na deze uitgebreide voorbereidingen werd een wetsontwerp gemaakt, dat in mei 1881 de Tweede Kamer bereikte en dat, na nogal was wijzigingen tengevolge van de gedachtenwisseling in de beide Kamers der Staten Generaal, leidde tot de wet van 26 januari 1883, waarbij de verschillende werken worden vastgelegd, die nodig zouden zijn voor het verleggen van de uitmonding van de Maas naar de Amer. Daarbij gold ook de overweging, dat het in het algemeen rivierbelang en ter verbetering van den waterhuishouding in Noord-Brabant het nodig zou zijn om tot een volledige scheiding van de rivieren de Maas en de Waal over te gaan. Het omvangrijke waterstaatswerk dat ten gevolge van deze wet is uitgevoerd is vastgelegd in het gedenkboek: „De Scheiding van Maas en Waal", van de hand van ir. M.C.E.. Bongaerts uit 1909. Voor de uitvoering van deze wet werd op 1 april 1883, onder leiding van Schnebbelie als eerstaanwezend ingenieur, een bureau ingesteld te 's-Hertogenbosch. Het was een omvangrijke taak, hij kreeg dat ook de assistentie van 2 waterstaatsingenieurs, en 9 tijdelijke ingenieurs. Ook na zijn benoeming tot hoofdingenieur in 1888 bleef hij nog met de leiding van de Maasmondwerken belast tot 1 januari 1892. Toen werden die werken gesplitst en ten dele bij het Rivierbeheer, ten dele bij het 6e district, Noord-Brabant ondergebracht. Daar Schnebbelie op die datum optrad als hoofdingenieur voor de rivieren te 's-Gravenhage, had hij ook in die betrekking nog steeds veel bemoeienis met de Maasmondwerken. In de laatste periode van zijn ambtelijk leven, van 1898 tot 1905, was hij inspecteur in de 2e inspectie (later inspecteur-generaal). Toen had hij de algehele Maasmondwerken in zijn inspectie.
Dit laat zien dat Schnebbelie de man is van de Nieuwe Maasmond. Dit blijkt ook uit de evaluatie van Ramaer, Wijtenhorst van Van Konijnenburg en uit de artikelen van Van der Elst .

## Commissiewerk
Schnebbelie heeft zich heel weinig naar buiten de Rijkswaterstaat gemanifesteerd. Dat lag niet in zijn karakter. Wanneer hij maar enigszins kon, onttrok hij zich aan het lidmaatschap van commissies en van besturen, van wat voor aard zij ook waren. Een vermeldenswaardig lidmaatschap van een Staatscommissie (uit 1902) is wel de commissie „om te onderzoeken op welke wijze de spoorwegen, de gewone wegen en de waterwegen in en rondom Utrecht naar aanleiding van de belemmeringen, welke het verkeer in de door de spoorwegen doorsneden gedeelten van genoemde gemeente ondervindt, zouden behooren te worden gewijzigd, mede in verband met de mogelijkheid van een behoorlijke uitbreiding in de toekomst van de bebouwde kom dier gemeente". Deze commissie bracht in 1906 rapport uit.

## Geloofszaken en emoties
Schnebbelie was volgens Tutein Nolthenius, die jaren met hem gewerkt heeft, een oprecht en gelovig katholiek, maar viel op dat hij niet alles mat met de maatstok van het geloof, wat in die jaren van het “rijke roomsche leven” wel bijzonder was. Tutein Nolthenius meldt ook dat hij opvliegend kon zijn: Niet dat hij “tam” was, of geenszins kon opstuiven! Integendeel; maar het bleef aan de oppervlakte. Gelijk de zee, zelfs bij den heftigsten orkaan, niet tot in de diepste diepten beroerd wordt, zoo raakte ook bij den heer Schnebbelie verontwaardiging of toorn niet de diepten van zijn hart. En hoe spoedig was de storm uitgeraasd! Als ik hem iets ter onderteekening moest voorleggen, dat hem niet beviel, hoorde ik geduldig zijn kokende ontboezemingen aan; als de stormwind voorbij was, brak de zon helder door de wolken. Hij was eigenlijk te goed; en zoo ik mijnerzijds wel eens tegen het personeel een strafferen toon moest aanslaan, was dat hoofdzakelijk om ietwat neutraliseerend te werken.

## Administratiefrechtelijk gebied
In de paar jaar voor aanvang van de werkzaamheden voor de Maasmondverlegging had hij vrij veel tijd, en weinig sociale verplichtingen, ook omdat hij ongehuwd was. Hij ging toen Grieks en Latijn studeren en heeft toelatingsexamen gedaan voor de universiteit met als doel om daarn rechtenstudie te gaan doen. Door het werk daarna voor de Maasmondverlegging is dat er niet van gekomen, maar hierdoor had hij wel meer gevoel voor administratiefrechtelijke zaken dan de gemiddelde ingenieur. Voor zijn werkzaamheden voor de Maasmondverlegging had hij daarvan veel voordeel. Tutein Nolthenius was van mening dat Schnebbelie heel geschikt geweest zou zijn als lid van de Raad van State: “Hij zoude er èn door zijn waterbouwkundige èn door zijn administratieve kennis „the right man on the right place" zijn geweest. Menig min-gelukt Koninklijk besluit zoude hij zeker hebben weten tegen te houden! “.

## Overig
Hij was ook jaren bestuurslid van de vereniging van burgerlijke ingenieurs, de voorloper van het Koninklijk Instituut van Ingenieurs.
In 1868 is er een nieuwe Rijnvaartakte aangenomen in Koblenz.  Namens Nederland nam Schnebbelie aan dit overleg deel.
In 1891 is de commissie ter afsluiting  van de Heerenwaardse overlaat  met een eindrapport gekomen.
In 1887 was hij lid van de commissie voor onderzoek naar De Waterweg van Dordrecht naar Zee.
In 1894 was hij actief deelnemer aan het IVe Internationale Binnenvaartcongres in Den Haag en heeft een deel van de rapportage verzorgd.
Vanaf 1900 heeft hij de leiding over de calamiteiten-maatregelen bij overstromingen en ijsgang in het rivierengebied.
In 1902 volgt hij Conrad op als commissaris bij het weduwen en wezenfonds van Rijkswaterstaat.

### benoemingen
Zijn verdiensten zijn door de overheid erkend, achtereenvolgens door zijn benoeming tot Ridder in de orde van den Nederlandse Leeuw en tot commandeur in de orde van Oranje-Nassau.

## Privé
Hij was de zoon van Jan Schnebbelie, luitenant uit Deventer,  en Maria Catharina Deppen. Hij is ongehuwd gebleven.